# دوغلاس بويل
دوغلاس بويل هو ضابط بحري كندي، ولد في 29 نوفمبر 1923 في ريفيلستوك في كندا، وتوفي في 23 يوليو 2001 في أوتاوا في كندا.